# Galina Starovojtovová

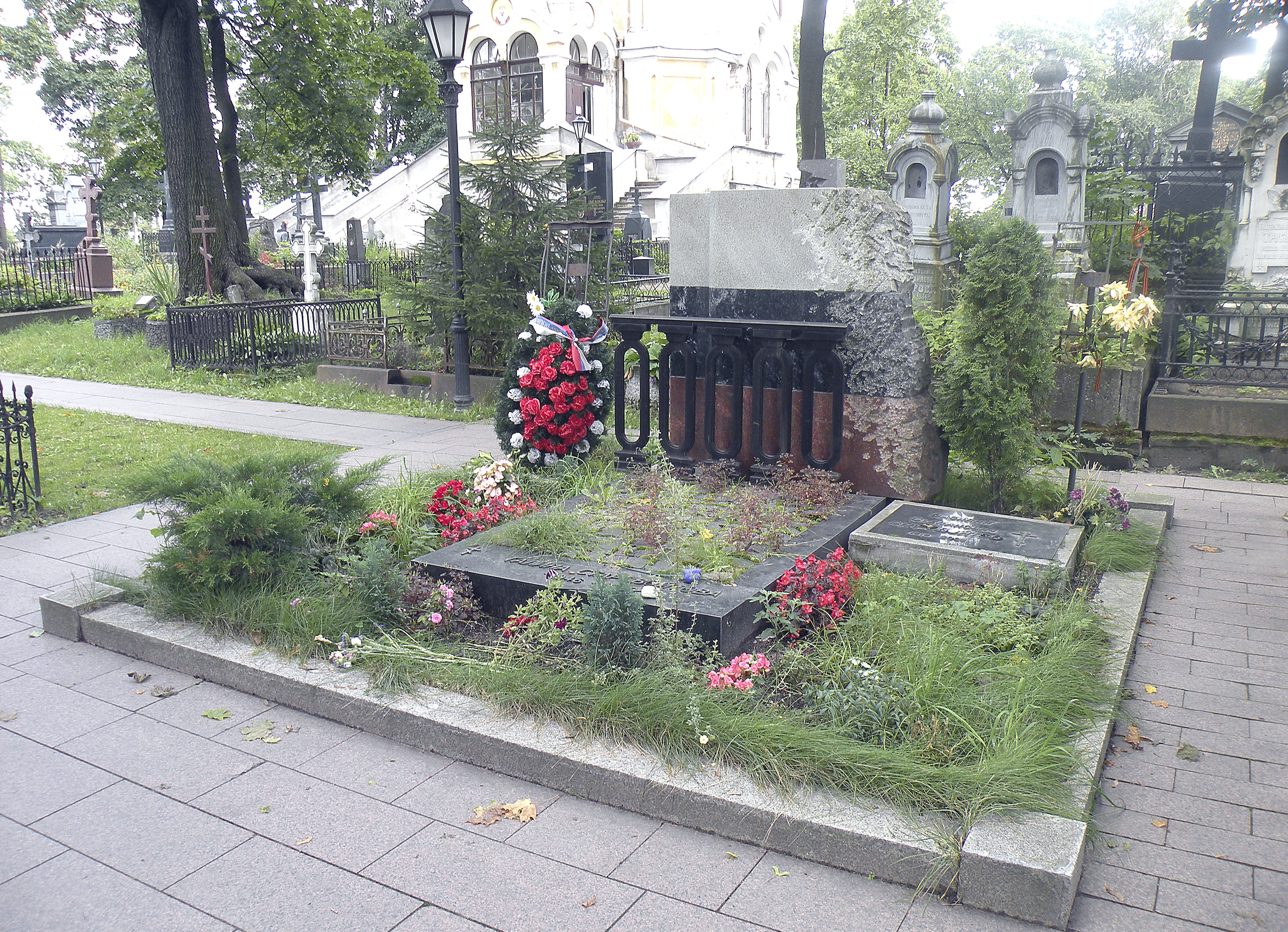
Její hrob v Sankt-Petěrburgu

Galina Vasiljevna Starovojtovová (rusky Галина Васильевна Старовойтова, 17. května 1946 Čeljabinsk – 20. listopadu 1998 Petrohrad) byla ruská reformní politička a aktivistka v oblasti lidských práv, původním povoláním etnografka. V roce 1998 byla zastřelena před domem, kde bydlela. Tři muži sice byli za její smrt odsouzeni, vyšetřování však po sedmi letech dospělo k závěru, že si vraždu objednali její neznámí političtí nepřátelé.

## Život
Matka Starovojtovové byla Ruska, otec pocházel z Běloruska. Studovala na Petrohradské státní univerzitě.
Byla zvolena do prvního demokratického sovětského parlamentu, od roku 1990 až 1993 byla federální poslankyní.

### Nevyjasněná násilná smrt
Galina Starovojtovová byla zastřelena 20. listopadu 1998 na schodišti petrohradského domu, kde bydlela. V červnu 2005 poslal soud na 20 let do vězení Jurije Kolčina, který vraždu naplánoval. Vitalij Akišin, který podle soudu političku zastřelil, byl odsouzen ke 23 a půl roku. V pozadí však měli stát její „neznámí političtí nepřátelé“.
V září 2006 byl za svůj podíl na vraždě odsouzen další muž, Vjačeslav Leljavin, a to k 11 letům odnětí svobody. V roce 2014 se k organizaci její vraždy přihlásil ruský nacionalisticky orientovaný exposlanec Michail Ivanovič Gluščenko (rusky Михаил Иванович Глущенко). Za vraždu byl Gluščenko odsouzen 28. srpna 2015 k sedmnácti letům vězení.
"Die „große Dame der russischen Reformen“ war so manchem ein Dorn im Auge. Zuletzt gab es wieder Mutmaßungen darüber, ob sie damals vielleicht einer Mafia-Struktur zum Opfer gefallen ist."

Překlad: "Tato "velká dáma ruských reforem" byla mnoha lidem trnem v oku. Znovu se objevují dohady o tom, zdali se tehdy nestala obětí mafie."

(Aktuell.ru, 27.10.2011)
Je pochována na Nikolského hřbitově při Lávře Alexandra Něvského (rusky Никольское кладбище Александро-Невской Лавры) v Petrohradě.